# رادهه (فیلم ۲۰۲۱)
رادهه (انگلیسی: Radhe) یک فیلم اکشن و دلهره‌آور هندی محصول سال ۲۰۲۱ به کارگردانی پرابو دوا و تهیه‌کنندگی سهیل خان و آتول آگنیهوتری با بازی سلمان خان که بازسازی فیلم کره‌ای قانون شکنان (۲۰۱۷) محسوب می‌شود. این فیلم در ۱۳ مه ۲۰۲۱ مصادف با عید فطر در سینماها اکران شد.

## داستان
یک مأمور ویژه پلیس به نام راجویر شیکاوات که با نام مستعار رادهه هم شناخته می‌شود بعد از دستگیر کردن گانگستر بدذاتی به نام گانی باهای، درگیر یک تعقیب و گریز خطرناک می‌شود و می‌فهمد که پولدارترین مرد شهر در حال اداره کردن یک سازمان جنایتکاری مخفی است و قصد دارد تا او را از سر راه خود بردارد.

## باکس آفیس
این فیلم در روز اول اکرانش به صورت اینترنتی ۴٫۲ میلیون بازدید کننده داشت که در این باره رکورد دار محسوب می‌شود.
این فیلم دهمین فیلم هندی پرفروش سال ۲۰۲۱ شد.

## تولید
فیلمبرداری فیلم در تاریخ ۱ نوامبر ۲۰۱۹ در لوناوالا آغاز شد، این فیلم سینمایی هندی که یکی از پرانتظارترین فیلم‌های سال ۲۰۲۰ در هند بود قرار بود در ابتدا قرار بود در تاریخ ۲۲ ماه مه ۲۰۲۰ به مناسبت عید سعید فطر در هندوستان اکران شود اما به دلیل شیوع ویروس کرونا در بیشتر نقاط جهان از جمله هند تاریخ اکران این فیلم به تعویق افتاد.

## بازیگران
- سلمان خان … رادهه
- دیشا پاتانی … دیا
- راندیپ هودا[۵]
- جکی شرف
- بهاراث[۶]
- گوتام گلاتی[۷]
- زارینا وهاب
- ناررا سرینیواس[۸]
- گویند نامدف[۹]
- ژاکلین فرناندز[۱۰][۱۱]